# ROC-curve

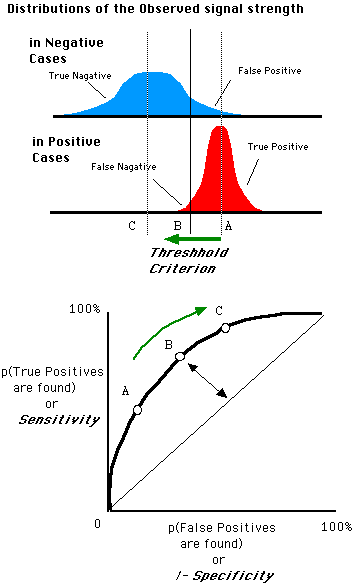
Voorbeeld van een ROC-kromme.

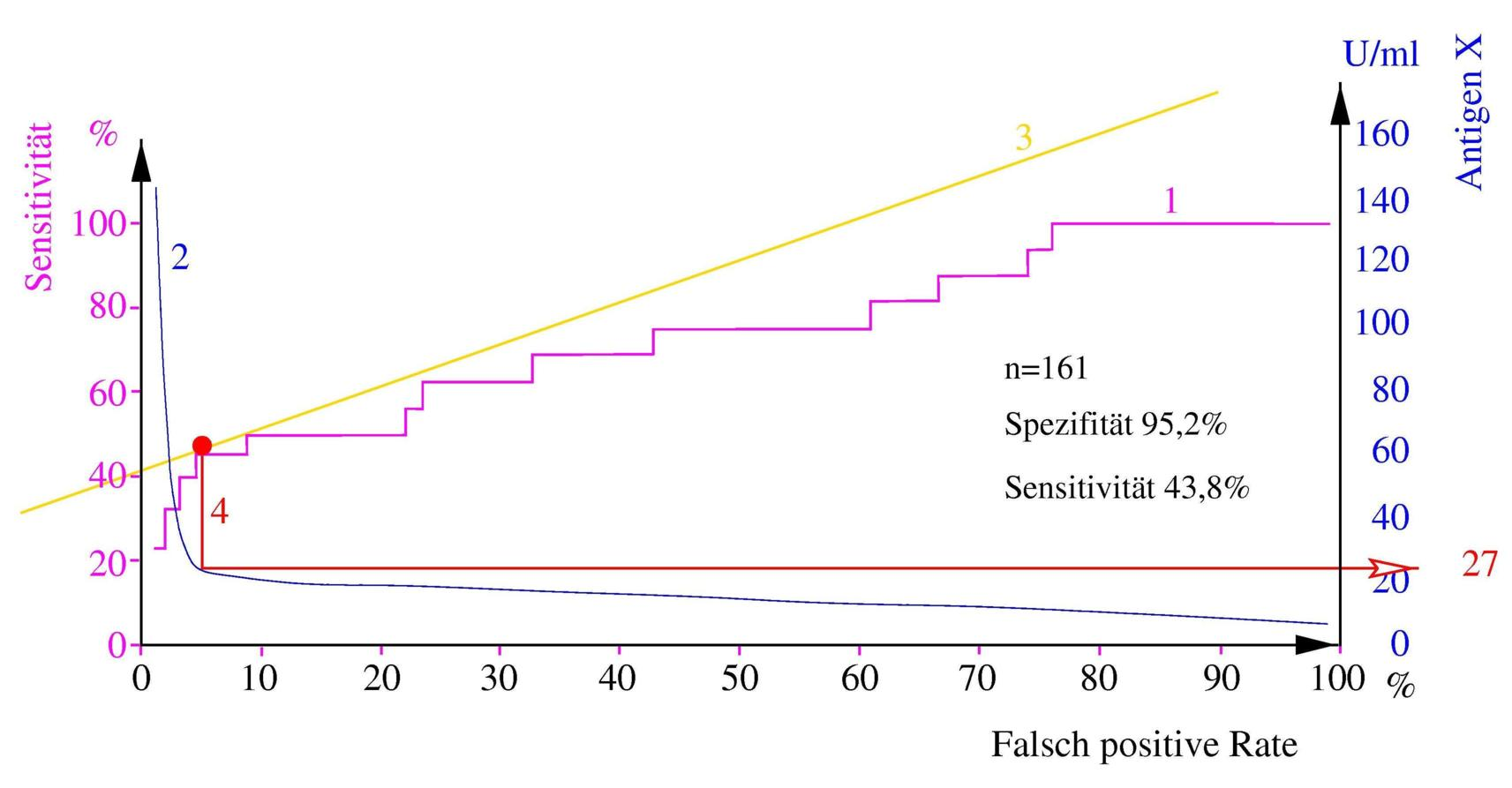
Voorbeeld van een ROC-kromme

In de signaaldetectietheorie is een ROC-kromme (Engels: receiver operating characteristic (ROC)) een grafiek van de gevoeligheid (sensitiviteit) als functie van de aspecificiteit (1 - specificiteit) voor een binaire classifier als zijn discriminatiedrempel wordt gevarieerd. De ROC kan ook worden weergegeven door de fractie van true positives (TPR = true positive rate) uit te zetten tegen de fractie van fout-positieven (FPR = false positive rate). De ROC-kromme staat ook bekend als de relative operating characteristic curve, omdat twee operating characteristics (TPR en FPR) met elkaar worden vergeleken terwijl het criterium (de drempel) verandert.
ROC-analyse kan gebruikt worden voor kosten-batenanalyse bij diagnostische besliskunde. Met ROC-analyse kunnen optimale modellen worden uitgekozen en minder goede verworpen. De ROC-kromme werd oorspronkelijk ontwikkeld door elektrotechnici en radartechnici in de Tweede Wereldoorlog om vijandelijke objecten te onderscheiden. Het vakgebied heet ook wel signaaldetectietheorie. Tegenwoordig wordt ROC-analyse al tientallen jaren toegepast in de geneeskunde, radiologie, psychologie en andere gebieden. Sinds kort wordt het ook gebruikt bij machinaal leren en datamining.

## Terminologie en afleidingen
In een voorspellingsprobleem met twee klassen (binaire klassificatie) zijn de uitslagen positief (p) of negatief (n). Een binaire classifier geeft vier resultaten. Als de uitslag p is en de echte waarde is ook p, dan hebben we een echt-positief (true positive, TP). Maar als de echte waarde n is hebben we een fout-positief (false positive, FP). Omgekeerd is er een echt-negatief (true negative, TN) als zowel de uitslag als de echte waarde n zijn en een fout-negatief (false negative, FN) als de uitslag n maar de echte waarde p is.
| Naam                                      | Verklaring                                         | Formule                                                                                     |
| ----------------------------------------- | -------------------------------------------------- | ------------------------------------------------------------------------------------------- |
| Echt-positief (true positive, TP)         | treffer                                            | {\displaystyle TP}                                                                          |
| Echt-negatief (true negative, TN)         | terechte verwerping                                | {\displaystyle TN}                                                                          |
| Fout-positief (false positive, FP)        | vals alarm, type I-fout                            | {\displaystyle FP}                                                                          |
| Fout-negatief (false negative, FN)        | gemist geval, type II-fout                         | {\displaystyle FN}                                                                          |
| Totaal positieven P                       | som van echt-positieve en fout-negatieve uitslagen | {\displaystyle P=TP+FN}                                                                     |
| Totaal negatieven N                       | som van echt-negatieve en fout-positieve uitslagen | {\displaystyle N=TN+FP}                                                                     |
| True positive rate (TPR)                  | trefkans, recall, sensitiviteit                    | {\displaystyle TPR=TP/P=TP/(TP+FN)}                                                         |
| False positive rate (FPR)                 | gelijk aan kans op vals alarm, fall-out            | {\displaystyle FPR=FP/N=FP/(FP+TN)}                                                         |
| Nauwkeurigheid (ACC)                      | aandeel juiste uitslagen                           | {\displaystyle ACC=(TP+TN)/(P+N)}                                                           |
| Specificiteit (SPC) of True Negative Rate |                                                    | {\displaystyle SPC=TN/N=TN/(FP+TN)=1-FPR}                                                   |
| Positive predictive value (PPV)           | gelijk aan precisie                                | {\displaystyle PPV=TP/(TP+FP)}                                                              |
| Negative predictive value (NPV)           | kans op echt-negatieve uitslag                     | {\displaystyle NPV=TN/(TN+FN)}                                                              |
| False discovery rate (FDR)                | kans op vals alarm                                 | {\displaystyle FDR=FP/(FP+TP)}                                                              |
| Matthews correlatie coefficient (MCC)     |                                                    | {\displaystyle MCC={\frac {TP\times TN-FP\times FN}{\sqrt {(TP+FP)(TP+FN)(TN+FP)(TN+FN)}}}} |

## Voorbeeld
Als voorbeeld nemen we een medische test om te bepalen of iemand een bepaalde ziekte heeft. Een fout-positief is als de test positief uitvalt (dus patiënt heeft de ziekte volgens de test), maar de persoon in het echt niet ziek is. Een fout-negatief doet zich voor als iemand een negatieve uitslag krijgt, terwijl de ziekte toch aanwezig is.
We bekijken een proef met P positieve en N negatieve gevallen. De vier uitkomsten kunnen in een 2×2 contingency table of confusion matrix, weergegeven worden:
|                        |       | echte waarde   | echte waarde   |        |
|                        |       | p              | n              | totaal |
| ---------------------- | ----- | -------------- | -------------- | ------ |
| Voorspelling resultaat | p'    | True Positive  | False Positive | P'     |
| Voorspelling resultaat | n'    | False Negative | True Negative  | N'     |
| total                  | total | P              | N              |        |